# Ectropis obliqua
Ectropis obliqua är en fjärilsart som beskrevs av W. Warren 1894. Ectropis obliqua ingår i släktet Ectropis och familjen mätare. Inga underarter finns listade i Catalogue of Life.